# 呼北高速道路
呼北高速道路（こほくこうそくどうろ、簡体字: 呼北高速公路（呼和浩特-北海高速公路））は中華人民共和国にある高速道路である。路線番号はG59。内モンゴル自治区の省都であるフフホト市と広西チワン族自治区の南海岸にある北海市を結ぶ、中国国土を南北に縦断する主要な高速道路のうちの一つである。

湖北省における呼北高速道路の路線

この高速道路は2013年5月24日、中国の高速道路網における国土縦断高速道路のうち、11ある骨格幹線のひとつとして発表された。